# Table jeunesse Outaouais
 (septembre 2021).
La Table jeunesse Outaouais (TJO) était un lieu d'échanges, de concertation et de décisions sur le développement de projets faits «par» et «pour» les jeunes, où les jeunes ont leur mot à dire sur le développement de l'Outaouais.

## Description
Les membres de la TJO travaillent conjointement avec les partenaires concernés dans le but de trouver des solutions à des problématiques touchant de près les jeunes.  Des actions structurantes sont élaborées et mises en place pour répondre à des préoccupations telles que le décrochage scolaire et social, l'insertion en emploi, le transport, l'environnement, le sentiment d'appartenance, la participation citoyenne et bien plus encore.
La TJO met également à la disposition des jeunes de la région le Fonds régional d'investissement jeunesse, un levier permettant d'appuyer financièrement des projets jeunesse.
La Table jeunesse Outaouais est financée par le Secrétariat à la jeunesse (SAJ) dans le cadre de la Stratégie d’action jeunesse 2009-2014.  Elle travaille en étroite collaboration avec la Conférence régionale des élus de l’Outaouais (CRÉO).